# Țețchea
Țețchea est une commune roumaine du județ de Bihor, en Transylvanie, dans la région historique de la Crișana et dans la région de développement Nord-Ouest.

## Géographie
La commune de Țețchea est située dans l'est du județ, sur la rive gauche du Crișul Repede, le long du lac de retenue du barrage de Lugaș, au nord des Monts Pădurea Craiului, à 6 -km à l'ouest d'Aleșd et à 32 km à l'est d'Oradea, le chef-lieu du județ.
La municipalité est composée des quatre villages suivants, nom hongrois, (population en 2002) :
- Hotar, Izsópallaga (933) ;
- Subpiatră, Kőalja (618) ;
- Telechiu, Mezőtelki (752) ;
- Țețchea, Cécke (838), siège de la commune.

Communes limitrophes (en commençant par le nord et dans le sens des aiguilles d'une montre) : Lugașu de Jos, Aștileu, Vârciorog et Tileagd.

## Histoire
La première mention écrite du village de Țețchea date de 1256 sous le nom de Terra Chetka. Le village de Telechiu apparaît en 1291  sous le nom de Villa Theluky, celui de Hotar en 1508 (Isoparlaga) et celui de Subpiatră en 1552 (Kwalia)
La commune, qui appartenait au royaume de Hongrie, en a donc suivi l'histoire.
Après le compromis de 1867 entre Autrichiens et Hongrois de l'empire d'Autriche, la principauté de Transylvanie disparaît et, en 1876, le royaume de Hongrie est partagé en comitats. Țețchea intègre le comitat de Bihar (Bihar vármegye).
À la fin de la Première Guerre mondiale, l'Empire austro-hongrois disparaît et la commune rejoint la Grande Roumanie au traité de Trianon.
En 1940, à la suite du deuxième arbitrage de Vienne, elle est annexée par la Hongrie jusqu'en 1944, période durant laquelle sa communauté juive est exterminée par les nazis. Elle réintègre la Roumanie après la Seconde Guerre mondiale au traité de Paris en 1947.

## Politique
| Période                                  | Période  | Identité             | Étiquette | Qualité |
| ---------------------------------------- | -------- | -------------------- | --------- | ------- |
| Les données manquantes sont à compléter. |          |                      |           |         |
| 2000                                     | 2012     | Florin Bujor Chirilă | PSD       |         |
| 2012                                     | En cours | Pavel Drimbea        | PSD       |         |

| Parti | Parti                                                 | Sièges |
| ----- | ----------------------------------------------------- | ------ |
|       | Parti social-démocrate (PSD)                          | 5      |
|       | Parti national libéral (PNL)                          | 3      |
|       | Alliance des libéraux et démocrates (ALDE)            | 2      |
|       | Union démocrate magyare de Roumanie (UDMR)            | 1      |
|       | Union nationale pour le progrès de la Roumanie (UNPR) | 1      |
|       | Parti Mouvement populaire                             | 1      |

## Religions
En 2002, la composition religieuse de la commune était la suivante :
- Chrétiens orthodoxes, 78,12 % ;
- Réformés, 11,65 % ;
- Pentecôtistes, 5,44 % ;
- Baptistes, 3,50 % ;
- Catholiques romains, 0,79 %.

## Démographie
En 1910, à l'époque austro-hongroise, la commune comptait 1 842 Hongrois (65,97 %) et 934 Roumains (33,45 %).
En 1930, on dénombrait 2 516 Roumains (77,68 %), 612 Hongrois (18,89 %), 48 Juifs (1,48 %) et 58 Roms (1,79 %).
En 1956, après la Seconde Guerre mondiale, 2 700 Roumains (78,13 %) côtoyaient 533 Hongrois (15,42 %), 5 rescapés juifs (0,14 %) et 216 Roms (6,25 %).
En 2002, la commune comptait 2 245 Roumains (71,47 %), 586 Roms (18,65 %), 287 Hongrois (9,13 %) et 22 Slovaques (0,70 %). On comptait à cette date 1 070 ménages et 1 160 logements.
| 1880  | 1890  | 1900  | 1910  | 1920  | 1930  | 1941  | 1956  | 1966  |
| ----- | ----- | ----- | ----- | ----- | ----- | ----- | ----- | ----- |
| 1 891 | 2 235 | 2 601 | 2 792 | 2 656 | 3 239 | 3 524 | 3 456 | 3 459 |

| 1977  | 1992  | 2002  | 2007  | - | - | - | - | - |
| ----- | ----- | ----- | ----- | - | - | - | - | - |
| 3 407 | 3 209 | 3 141 | 3 059 | - | - | - | - | - |

## Économie
L'économie de la commune repose sur l'agriculture et l'élevage. La commune compte 4 064 ha de terres agricoles répartis comme suit :
- terres arables, 2 663 ha plantés en céréales, pommes de terre et tournesol principalement ;
- pâturages, 1 149 ha ;
- prairies, 204 ha ;
- vergers et légumes, 16 ha ;
- vigne, 32 ha.

On trouve aussi une carrière, une fabrique de ciment et béton ainsi qu'une unité de transformation du bois.

## Communications

### Routes
Țețchea est située sur la route régionale DJ108I qui rejoint Chistag et Aleșd à l'est ainsi que Telechiu, Poșoloaca, Tileagd, la nationale DN1 et Oradea à l'ouest.

### Voies ferrées
Țețchea est desservie par la ligne de chemin de fer Oradea-Aleșd.

## Lieux et monuments

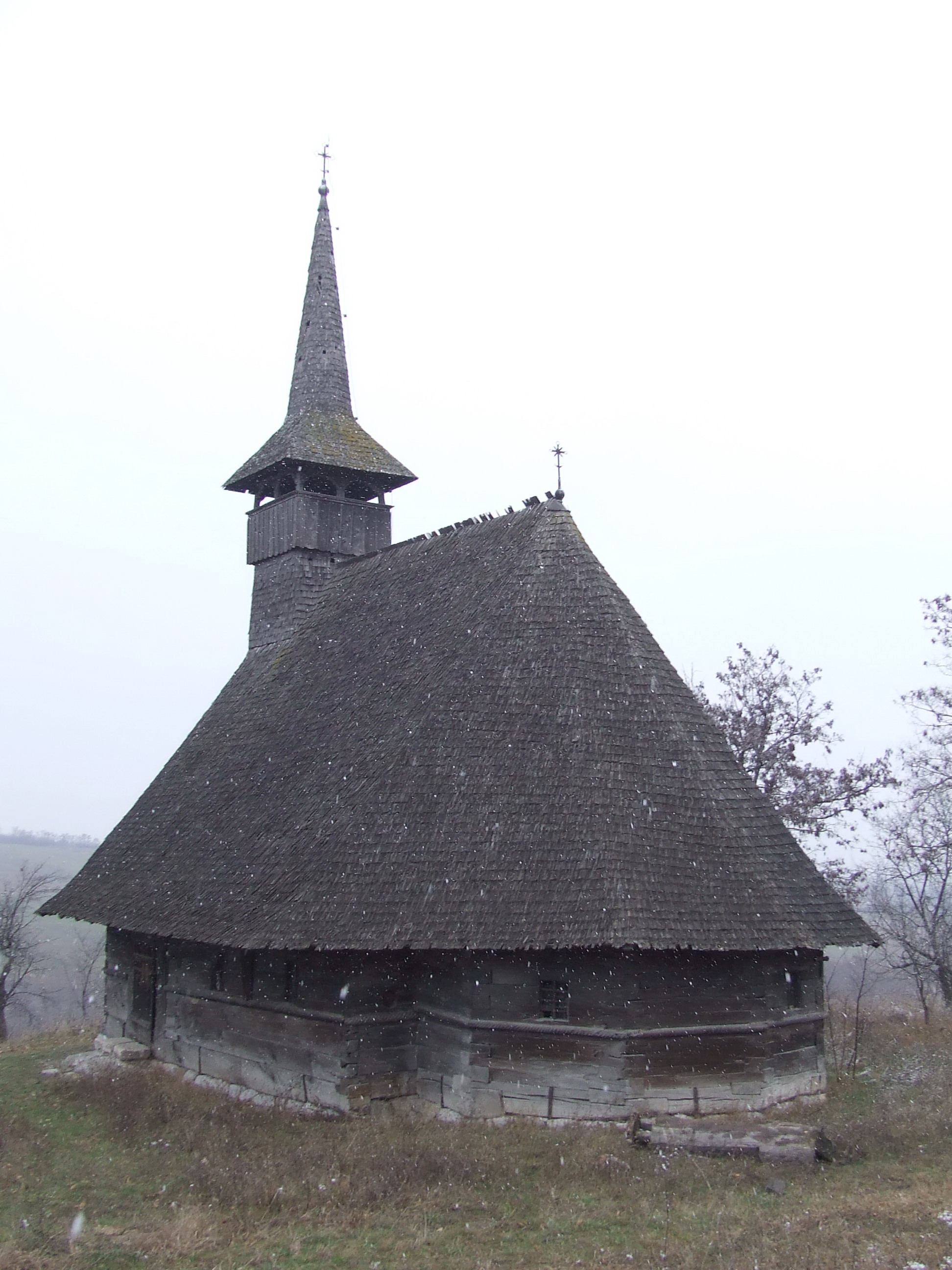
l'église de Hotar

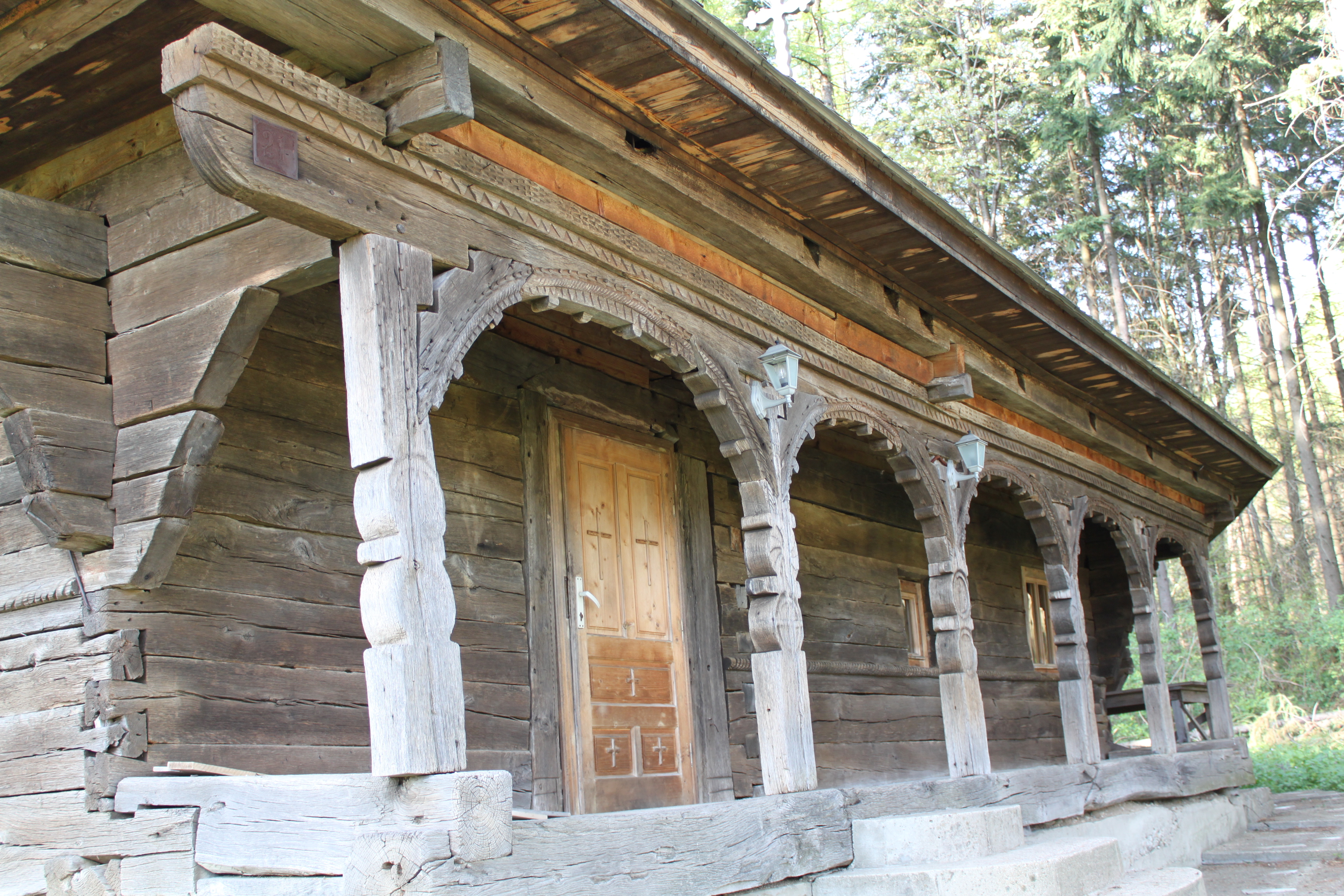
Galerie de l'église de Subpiatră

- Țețchea, manoir Zatureczky du XIXe siècle ;
- Subpiatră, église orthodoxe en bois de la Dormition de la Vierge, datant de 1770, classée monument historique[8] ;
- Subpiatră, grotte ;
- Hotar, église orthodoxe en bois St Georges datant de 1740, classée monument historique[8].